# 1,3-pentadieen
1,3-pentadieen of piperyleen is een geconjugeerde organische verbinding met als brutoformule C5H8. De stof komt voor als een vluchtige en licht ontvlambare kleurloze vloeistof, die onoplosbaar is in water. Het wordt verkregen als bijproduct bij de extractie van etheen uit aardolie.

## Toepassingen
1,3-pentadieen wordt gebruikt als intermediair monomeer voor de productie van plastics, kunsthars en lijm. Lijmen gebaseerd op 1,3-pentadieen worden onder andere verwerkt in de plakrand van enveloppen.